# Битва екстрасенсів (Україна)
Битва Екстрсенсів — телереалітішоу українського телеканалу «СТБ», яке присвячене людям, які, за їх словами, наділені надможливостями. Проєкт зроблений за форматом британського шоу «Britain's Psychic Challenge».
Схожі програми показують у різних країнах: США (англ. «America's Psychic Challenge»), Ізраїлі (реаліті «Коах» — «Сила»), Болгарії («Ясновидця»), Азербайджані («Ekstra hiss»), Росії (рос. «Битва экстрасенсов»), Грузії («Екстрасенста Брдзола» — ექსტრასენსთა ბრძოლა), Австралії (англ. «The One»), Литві.[джерело?]
Учасниками проєкту стають люди, які показали найкращі результати на відбіркових змаганнях.
Кожен наступний етап української «Битви екстрасенсів» складається з двох завдань. За їх результатами судді проєкту на чолі з незмінним ведучим реаліті-шоу Павлом Костіциним визначають найгіршого учасника етапу, котрий повинен покинути проєкт.
У фіналі української «Битви екстрасенсів» переможця визначають за підсумками глядацького голосування.
- 19 квітня 2009 — четвертий сезон проєкту за участю юних екстрасенсів — «Битва екстрасенсів. Діти-ясновидці» (раніше «Битву екстрасенсів» серед дітей не проводила ще жодна країна, в якій виходив цей проєкт).[1]
- 6 березня 2011 року на каналі СТБ розпочався 8-й сезон передачі «Битва екстрасенсів. Боротьба континентів», яка була другою міжнародною битвою найсильніших екстрасенсів різних країн[2]. В Україну були запрошені екстрасенси із США, Канади, Ямайки, Казахстану, Грузії, Болгарії, Росії, Африки, Вірменії. Суддями восьмої «Битви» стали: всесвітньо відомий маг і містифікатор Урі Геллер, суддя шоу «Танцюють всі» Франциско Гомес і Павло Костіцин (5 січня 1975, Євпаторія)[3], який залишається ведучим шоу. Сезон закінчився в кінці травня 2011 р., і переможницею вдруге стала Олена Курилова.
- 2 жовтня 2011 р. на каналі СТБ розпочався 9-й сезон «Битви», в якому боролося 12 учасників з 9 країн (Україна, Росія, Білорусь, Естонія, США, Азербайджан, Молдова, Італія, Камерун). Суддями проєкту стали провідний Павло Костіцин, маг і екстрасенс Урі Геллер і актриса Наталія Бочкарьова. У цьому сезоні склад журі був змінним, оскільки кожні 3-4 передачі третій суддя змінювався (Лариса Гузєєва, Олена Яковлева). Переможцем шоу стала ясновидиця з Росії, учасниця російської Битви екстрасенсів-9 Ільміра Дербенцева.
- 11 березня 2012 р. на телеканалі СТБ відбулася прем'єра 10-го сезону Битва екстрасенсів. Цього разу за перемогу боролися найкращі учасники з попередніх сезонів шоу. У шоу брали участь 12 учасників із шести сезонів. Переможцем став учасник, який переміг у сьомому сезоні шоу Хаял Алекпєров з Азербайджану.
- 7 жовтня 2012 року на телеканалі СТБ стартував 11-й сезон «Битви» (четвертий міжнародний). У шоу взяли участь ясновидці з різних країн (Україна, Чехія, Росія, США, Велика Британія, Шотландія, Австралія, Казахстан, Канада, Азербайджан,). Головною метою сезону було визначити хто сильніший як екстрасенс — чоловік чи жінка. Переможцем 11 сезону стала жінка, Джун Адела Філд — медіум з шотландського клану Макгрегор.

## Учасники «Битви екстрасенсів» (Україна)
| Сезон | Переможець                                               | Фіналісти | Учасники |
| ----- | -------------------------------------------------------- | --- | --- |
| 1     | Анатолій Шевченко                                        | Дмитро Новаков Ганна Бєлая Надія Павлик                                                                                  | Тетяна Підлубна Олег Микитенко Ганна Жаркова Аркадій Ковальський Олександр Зінченко                                                                      |
| 2     | Єгор Мінін                                               | Світлана Довгаль Наталія Коваленко                                                                                       | Віталій Загорулько Ольга Лазаренко Георгій Хмарук Сергій Попов Лілія Козловська Юрій Ніколаєв Ірина Понаровська                                          |
| 3     | Сергій Колесніченко                                      | Юрій Козлов Інна Галинова Жанна Рамазанова                                                                               | Антоніна Ситнікова Лариса Чора Ніна Шевлягіна Лілія Атаманенко Валентина Байрамова Артем Трофуша Валерій Котонець Петр Араїль                            |
| 4     | Сергій Лаврентюк                                         | Дарина Суха Ігор Кособродов                                                                                              | Софія Шуганова Олена Кекул Анастасія Акуленко Валентин Банних                                                                                            |
| 5     | Жанна Шулакова                                           | Магдалена Мочіовскі Ярослава Федорова                                                                                    | Денис Холодницький Інга Сабова Віталій Слободяник Юлія Мечникова Олександр Менженко Ольга Нестерова Євген Куклін                                         |
| 6     | Олена Курилова                                           | Шелухін Рената Сігі Олександр Чадаєв                                                                                     | Олексій Єлагін Симона Бородіна Антін Кожин Віта Смоляк Андрій Балабан Ігор Чонговій Олена Бєлоус Петро Кирильчук Ганна Федорова Олена Руденко            |
| 7     | Хаял Алекперов                                           | Сабухі Іманов Анна Гальєрс                                                                                               | Дженніфер Волленс Фарида Магомедова Марина Хомушку Родіка Георгіу Кямран Самедов Олександра Шепеленко Павло Люндишев Володимир Мелюхін Мадуаку Грантсон  |
| 8     | Олена Курилова                                           | Віктор Александровський Майя Дзідзішвілі Ді Клер                                                                         | Денис Шевченко Мар'яна Ніколаєва Буян Соян Заман Сипатаєв Габріель Панян Сулейман Секу Сілла Трейсі Бартлі Гелен Лі Ольга Каменська                      |
| 9     | Ільміра Дербенцева                                       | Ілона Калдре Галина Поліщук                                                                                              | Максим Гордєєв Кріста Урбан Кямран Самедов Людмила Скрильова Семюель Фітцсіммонс Роман Латинін Мойсей Ліпадату Дженніфер Оутвотер Діді Дуанала Тагомо    |
| 10    | Хаял Алекперов                                           | Анна Гальєрс Віктор Александровський                                                                                     | Майя Дзідзішвілі Максим Гордєєв Кріста Урбан Денис Шевченко Ілона Калдре Галіна Поліщук Сергій Колесніченко Денис Холодницький Сергій Лаврентюк          |
| 11    | Джун Адела Філд Роман Латинін Джейк Райдер Тоня Мелендез | Заман Сипатаєв Ольга Калінова Аріна Ласка Вікторія Гойман Астарт Вард Джеймс Гріффітс Джессіка Перрі Луїс Хассан Мамедов | |
| 12    | Діларам Сапарова                                         | Валентина Личагіна Бенедикт Лафлер Салават Імонгалієв                                                                    | Іван Дригало Мадам Арра Еліна Гофман Вероніка Герман Лама Мягмарджав Сергій Гончаров Ільва Трольстерна Інгвар Ель Ворон                                  |
| 13    | Олена Стеценко                                           | Яків Шнеєрсон Софія Літвінова                                                                                            | Арвінда Лариса Могила Лариса Гуцану Шерон Ніл Патрік Кеббері Дмитро Дульський Насанджаргал Кхаянкхаярваа Владіслав Ларшін Джек Тафоя                     |
| 14    | Джулі Маккензі                                           | Галина Потоцька Рубіна Цибульська                                                                                        | Арман Цибульський Ірина Богданова Софія Малиновська, Ніна Осипенко Сергій Кобзар Вінус Ганна Васильченко Денис Малахов Олексій Скидан Микола Бурлака     |
| 15    | Яна Пасинкова                                            | Гелен Брайт Світлана Мовчан                                                                                              | Андрій Сатаненко Павліно Мартінез Єлизавета Сердюк Себастьян Бальсон Надія Воробей Ежи Копчинський Інна Довгань Владислав Грицай Юлія Кацман             |
| 16    | Сурен Джулакян                                           | Ольга Стогнушенко Теодора Ольга Волошина                                                                                 | Велена Кармизова Рафаїл Бражеєв Олена Йоханессен Ваня Станєва Кінг Ква Зулу Аліса Шереметьєва Нгуен Чунг Дик Дарина Купіна, Костянтин Сосюра             |
| 17    | Ольга Янковська                                          | Антон Гречишников Анна Єфремова Хельдіс                                                                                  | Лілія Нор Адінатх Джаядхар Дарина Фрейн Діана Кречун та Іспанка Станку Іван Кулеба Діар Ашкеназі Леонід Орлан Валерія Спрут                              |
| 18    | Каїн Крамер                                              | Євген Медовщиков Фекла                                                                                                   | Світлана Павлюк Сейраш Анар Катерина Ляхова Ілона Немет Аво Алла Гринюк Белла Велемудр та Велезара                                                       |
| 19    | Ніколас Петросян                                         | Анна Арджеванідзе Сага Бйорн Олександра Чорноморська                                                                     | Твіггі Олександр Соляник Наргіз Ханум Олеся Січкар Рома і Леся Ксана Ярослав Андерсен Майріс                                                             |
| 20    | Арман Цибульский                                         | Соломон Ліана Мовсесян Дмитро Раю та Белла Салаватова                                                                    | Роман Шептицький Євген Ганжул Калі Шива Марина Зінов’єва Лідія Андреєва Ігор Ігнатов Вікторія Віадук Наталя Бур`янська                                   |
| 21    | Жаля Алекперова                                          | Патрисія Перу Марія Тиха                                                                                                 | Денис Маклашевський Віктор Литовський Марія Вандєєва Ольга Іванчук / Тарас Медвєдєв Дар’я Постнікова Олександр Контаністов Ілля Персанов Карина Кравцова |

## 10-й сезон
| Учасники                | Ефір     | Ефір     | Ефір     | Ефір     | Ефір     | Ефір     | Ефір     | Ефір     | Ефір     | Ефір      | Ефір      | Ефір                  | Ефір      |        |        |
| Учасники                | 1-й вип. | 2-й вип. | 3-й вип. | 4-й вип. | 5-й вип. | 6-й вип. | 7-й вип. | 8-й вип. | 9-й вип. | 10-й вип. | 11-й вип. | 12-й вип.             | 13-й вип. |        |        |
| ----------------------- | -------- | -------- | -------- | -------- | -------- | -------- | -------- | -------- | -------- | --------- | --------- | --------------------- | --------- | ------ | ------ |
| Хаял Алекперов          | Кастинг  | найсил.  |          |          |          |          |          |          |          | найсил.   |           | Фінальні випробування | 1 місце   |        |        |
| Анна Гальєрс            | Кастинг  |          | найсил.  |          |          |          |          | найсил.  |          |           |           | Фінальні випробування | 2 місце   |        |        |
| Віктор Александровський | Кастинг  |          |          |          |          |          | найсил.  |          |          |           |           | Фінальні випробування | 3 місце   |        |        |
| Майя Дзідзішвілі        | Кастинг  |          |          | найсил.  |          |          |          |          |          |           | найслаб.  | Вибула                | Вибула    | Вибула | Вибула |
| Максим Гордєєв          |          |          |          |          | найсил.  |          |          |          |          | найслаб.  | Вибув     | Вибув                 | Вибув     | Вибув  |        |
| Кріста Урбан            | Кастинг  |          |          |          |          | найсил.  |          | найслаб. | Вибула   | Вибула    | Вибула    | Вибула                |           |        |        |
| Денис Шевченко          | Кастинг  |          |          |          |          | найслаб. | Вибув    | Вибув    | Вибув    | Вибув     | Вибув     | Вибув                 |           |        |        |
| Ілона Калдре            | Кастинг  |          |          |          | найслаб. | Вибула   | Вибула   | Вибула   | Вибула   | Вибула    | Вибула    | Вибула                |           |        |        |
| Галіна Поліщук          | Кастинг  |          |          | найслаб. | Вибула   | Вибула   | Вибула   | Вибула   | Вибула   | Вибула    | Вибула    | Вибула                |           |        |        |
| Сергій Колесніченко     | Кастинг  |          | Пішов    | Вибув    | Вибув    | Вибув    | Вибув    | Вибув    | Вибув    | Вибув     | Вибув     | Вибув                 |           |        |        |
| Денис Холодницький      | Кастинг  |          | найслаб. | Вибув    | Вибув    | Вибув    | Вибув    | Вибув    | Вибув    | Вибув     | Вибув     | Вибув                 | Вибув     |        |        |
| Сергій Лаврентюк        | Кастинг  | найслаб. | Вибув    | Вибув    | Вибув    | Вибув    | Вибув    | Вибув    | Вибув    | Вибув     | Вибув     | Вибув                 | Вибув     |        |        |

## 11-й сезон (2012)
| Учасники            | Ефір               | Ефір                | Ефір                | Ефір                | Ефір               | Ефір                | Ефір                | Ефір                | Ефір               | Ефір                | Ефір                 | Ефір                  | Ефір                 |        |
| Учасники            | 1-й вип. (7 жовт.) | 2-й вип. (14 жовт.) | 3-й вип. (21 жовт.) | 4-й вип. (28 жовт.) | 5-й вип. (4 лист.) | 6-й вип. (11 лист.) | 7-й вип. (18 лист.) | 8-й вип. (25 лист.) | 9-й вип. (2 груд.) | 10-й вип. (9 груд.) | 11-й вип. (16 груд.) | 12-й вип. (23 груд.)  | 13-й вип. (30 груд.) |        |
| ------------------- | ------------------ | ------------------- | ------------------- | ------------------- | ------------------ | ------------------- | ------------------- | ------------------- | ------------------ | ------------------- | -------------------- | --------------------- | -------------------- | ------ |
| Джун Адела Філд     | Кастинг            |                     | найсил.             |                     | найсил.            |                     |                     |                     |                    | найсил.             |                      | Фінальні випробування | 1 місце              |        |
| Роман Латинін       | Кастинг            |                     |                     | найсил.             |                    |                     | найсил.             |                     |                    |                     |                      | Фінальні випробування | 2 місце              |        |
| Джейк Райдер        | Кастинг            | найсил.             |                     |                     |                    |                     |                     | найсил.             |                    |                     |                      | Фінальні випробування | 3 місце              |        |
| Тоня Мелендез       | Кастинг            |                     |                     |                     |                    | найсил.             |                     |                     | найсил.            |                     |                      | Фінальні випробування | 3 місце              |        |
| Заман Сипатаєв      | -                  |                     |                     |                     |                    |                     |                     |                     |                    | найслаб.            | Вибув                | Вибув                 | Вибув                |        |
| Ольга Калінова      | Кастинг            |                     |                     |                     |                    |                     |                     |                     | найслаб.           | Вибула              | Вибула               | Вибула                | Вибула               |        |
| Аріна Ласка         | Кастинг            |                     |                     |                     |                    |                     |                     | найслаб.            | Вибула             | Вибула              | Вибула               | Вибула                | Вибула               | Вибула |
| Вікторія Гойман     | Кастинг            |                     |                     |                     |                    |                     | найслаб.            | Вибула              | Вибула             | Вибула              | Вибула               | Вибула                | Вибула               | Вибула |
| Астарт Вард         | Кастинг            |                     |                     |                     |                    | найслаб.            | Вибув               | Вибув               | Вибув              | Вибув               | Вибув                | Вибув                 | Вибув                | Вибув  |
| Джеймс Гріффітс     | Кастинг            |                     |                     |                     | найслаб.           | Вибув               | Вибув               | Вибув               | Вибув              | Вибув               | Вибув                | Вибув                 | Вибув                | Вибув  |
| Джессіка Перрі Луїс | Кастинг            |                     |                     | найслаб.            | Вибула             | Вибула              | Вибула              | Вибула              | Вибула             | Вибула              | Вибула               | Вибула                | Вибула               | Вибула |
| Хассан Мамедов      | Кастинг            |                     | найслаб.            | Вибув               | Вибув              | Вибув               | Вибув               | Вибув               | Вибув              | Вибув               | Вибув                | Вибув                 | Вибув                | Вибув  |

## 12-й сезон (2013)
| Учасники           | Ефір                | Ефір                | Ефір                | Ефір                | Ефір                | Ефір                | Ефір                | Ефір                | Ефір                | Ефір                 | Ефір                 | Ефір                  | Ефір                 |
| Учасники           | 1-й вип. (06 жовт.) | 2-й вип. (13 жовт.) | 3-й вип. (20 жовт.) | 4-й вип. (27 жовт.) | 5-й вип. (03 лист.) | 6-й вип. (10 лист.) | 7-й вип. (17 лист.) | 8-й вип. (24 лист.) | 9-й вип. (01 груд.) | 10-й вип. (08 груд.) | 11-й вип. (15 груд.) | 12-й вип. (22 груд.)  | 13-й вип. (29 груд.) |
| ------------------ | ------------------- | ------------------- | ------------------- | ------------------- | ------------------- | ------------------- | ------------------- | ------------------- | ------------------- | -------------------- | -------------------- | --------------------- | -------------------- |
| Діларам Сапарова   | Кастинг             |                     |                     |                     | найсил.             |                     |                     | найсил.             |                     |                      | найсил.              | Фінальні випробування | 1 місце              |
| Валентина Личагіна | Кастинг             |                     |                     |                     |                     |                     | найсил.             |                     | найсил.             |                      | найсил.              | Фінальні випробування | 2 місце              |
| Бенедикт Лафлер    | Кастинг             |                     |                     |                     |                     |                     |                     |                     |                     |                      |                      | Фінальні випробування | 3 місце              |
| Салават Імонгалієв | Кастинг             |                     |                     |                     |                     |                     |                     |                     |                     | найсил.              |                      | Фінальні випробування | 4 місце              |
| Іван Дригало       | Кастинг             |                     |                     | найсил.             |                     |                     |                     |                     |                     |                      | найслаб.             | Вибув                 | Вибув                |
| Мадам Арра         | Кастинг             |                     |                     |                     |                     |                     |                     |                     |                     | найслаб.             | Вибула               | Вибула                | Вибула               |
| Еліна Гофман       | Кастинг             |                     |                     |                     |                     | найсил.             |                     |                     | найслаб.            | Вибула               | Вибула               | Вибула                | Вибула               |
| Вероніка Герман    | Кастинг             |                     |                     |                     |                     |                     | найслаб.            | Вибула              | Вибула              | Вибула               | Вибула               | Вибула                | Вибула               |
| Лама Мягмарджав    | Кастинг             |                     | найсил.             |                     |                     | найслаб.            | Вибув               | Вибув               | Вибув               | Вибув                | Вибув                | Вибув                 | Вибув                |
| Сергій Гончаров    | Кастинг             |                     |                     |                     | найслаб.            | Вибув               | Вибув               | Вибув               | Вибув               | Вибув                | Вибув                | Вибув                 | Вибув                |
| Ільва Трольстерна  | Кастинг             | найсил.             |                     | найслаб             | Вибула              | Вибула              | Вибула              | Вибула              | Вибула              | Вибула               | Вибула               | Вибула                | Вибула               |
| Інгвар Ель Ворон   | Кастинг             |                     | найслаб             | Вибув               | Вибув               | Вибув               | Вибув               | Вибув               | Вибув               | Вибув                | Вибув                | Вибув                 | Вибув                |

## 13-й сезон (2014)
| Учасники                   | Ефір               | Ефір               | Ефір               | Ефір               | Ефір                | Ефір                | Ефір                | Ефір                | Ефір                | Ефір                 | Ефір                 | Ефір                  | Ефір                 |
| Учасники                   | 1-й вип. (09 бер.) | 2-й вип. (16 бер.) | 3-й вип. (23 бер.) | 4-й вип. (30 бер.) | 5-й вип. (06 квіт.) | 6-й вип. (13 квіт.) | 7-й вип. (20 квіт.) | 8-й вип. (27 квіт.) | 9-й вип. (04 трав.) | 10-й вип. (11 трав.) | 11-й вип. (18 трав.) | 12-й вип. (25 трав.)  | 13-й вип. (01 черв.) |
| -------------------------- | ------------------ | ------------------ | ------------------ | ------------------ | ------------------- | ------------------- | ------------------- | ------------------- | ------------------- | -------------------- | -------------------- | --------------------- | -------------------- |
| Олена Стеценко             | Кастинг            |                    | найсил.            |                    |                     |                     |                     | найсил.             |                     |                      |                      | Фінальні випробування | 1 місце              |
| Яків Шнеєрсон              | Кастинг            |                    |                    | найсил.            |                     |                     | найсил.             |                     |                     | найсил.              |                      | Фінальні випробування | 2 місце              |
| Софія Літвінова            | Кастинг            | найсил.            |                    |                    |                     |                     |                     | найсил.             | найсил.             |                      |                      | Фінальні випробування | 3 місце              |
| Арвінда                    | Кастинг            |                    |                    |                    |                     |                     |                     |                     |                     |                      | найслаб              | Вибув                 | Вибув                |
| Лариса Могила              | Кастинг            |                    |                    |                    |                     | найсил.             |                     |                     | найслаб             | Вибула               | Вибула               | Вибула                | Вибула               |
| Лариса Гуцану              | Кастинг            |                    |                    |                    |                     |                     |                     | найслаб             | Вибула              | Вибула               | Вибула               | Вибула                | Вибула               |
| Шерон Ніл                  | Кастинг            |                    |                    |                    | найсил.             |                     | найслаб             | Вибула              | Вибула              | Вибула               | Вибула               | Вибула                | Вибула               |
| Патрік Кеббері             | Кастинг            |                    |                    |                    |                     | найслаб             | Вибув               | Вибув               | Вибув               | Вибув                | Вибув                | Вибув                 | Вибув                |
| Дмитро Дульський           | Кастинг            |                    |                    |                    | найслаб             | Вибув               | Вибув               | Вибув               | Вибув               | Вибув                | Вибув                | Вибув                 | Вибув                |
| Насанджаргал Кхаянкхаярваа | Кастинг            |                    |                    |                    | найслаб             | Вибув               | Вибув               | Вибув               | Вибув               | Вибув                | Вибув                | Вибув                 | Вибув                |
| Владіслав Ларшін           | Кастинг            |                    |                    | найслаб            | Вибув               | Вибув               | Вибув               | Вибув               | Вибув               | Вибув                | Вибув                | Вибув                 | Вибув                |
| Джек Тафоя                 | Кастинг            |                    | найслаб            | Вибув              | Вибув               | Вибув               | Вибув               | Вибув               | Вибув               | Вибув                | Вибув                | Вибув                 | Вибув                |

## 14-й сезон (2014)
| Учасники                         | Ефір                | Ефір                | Ефір                | Ефір                | Ефір                | Ефір                | Ефір                | Ефір                | Ефір                | Ефір                 | Ефір                 | Ефір                  | Ефір                 |
| Учасники                         | 1-й вип. (05 жовт.) | 2-й вип. (12 жовт.) | 3-й вип. (19 жовт.) | 4-й вип. (26 жовт.) | 5-й вип. (02 лист.) | 6-й вип. (09 лист.) | 7-й вип. (16 лист.) | 8-й вип. (23 лист.) | 9-й вип. (30 лист.) | 10-й вип. (07 груд.) | 11-й вип. (14 груд.) | 12-й вип. (21 груд.)  | 13-й вип. (28 груд.) |
| -------------------------------- | ------------------- | ------------------- | ------------------- | ------------------- | ------------------- | ------------------- | ------------------- | ------------------- | ------------------- | -------------------- | -------------------- | --------------------- | -------------------- |
| Джулі Маккензі                   | Кастинг             | найсил.             |                     |                     |                     |                     | найсил.             |                     | найсил              | найсил               | найсил               | Фінальні випробування | 1 місце              |
| Галина Потоцька                  | Кастинг             |                     |                     |                     | найсил.             |                     |                     |                     |                     |                      |                      | Фінальні випробування | 2 місце              |
| Рубіна Цибульська                | Кастинг             |                     |                     |                     |                     |                     |                     | найсил.             |                     |                      |                      | Фінальні випробування | 3 місце              |
| Арман Цибульський                | Кастинг             |                     | найсил.             |                     |                     | найсил.             |                     |                     |                     |                      | найслаб              | Вибув                 | Вибув                |
| Ірина Богданова                  | Кастинг             |                     |                     |                     |                     |                     |                     |                     |                     | найслаб              | Вибула               | Вибула                | Вибула               |
| Софія Малиновська, Ніна Осипенко | Кастинг             |                     |                     |                     |                     |                     |                     |                     | найслаб             | Вибули               | Вибули               | Вибули                | Вибули               |
| Сергій Кобзар                    | Кастинг             |                     |                     |                     |                     |                     |                     | найслаб             | Вибув               | Вибув                | Вибув                | Вибув                 | Вибув                |
| Винус                            | Кастинг             |                     |                     |                     |                     |                     | найслаб             | Вибула              | Вибула              | Вибула               | Вибула               | Вибула                | Вибула               |
| Ганна Васильченко                | Кастинг             |                     |                     |                     |                     | найслаб.            | Вибула              | Вибула              | Вибула              | Вибула               | Вибула               | Вибула                | Вибула               |
| Денис Малахов                    | Кастинг             |                     |                     |                     | найслаб.            | Вибув               | Вибув               | Вибув               | Вибув               | Вибув                | Вибув                | Вибув                 | Вибув                |
| Олексій Скидан                   | Кастинг             |                     |                     | найслаб.            | Вибув               | Вибув               | Вибув               | Вибув               | Вибув               | Вибув                | Вибув                | Вибув                 | Вибув                |
| Микола Бурлака                   | Кастинг             |                     | найслаб.            | Вибув               | Вибув               | Вибув               | Вибув               | Вибув               | Вибув               | Вибув                | Вибув                | Вибув                 | Вибув                |

## 15-й сезон (2015)
| Учасники          | Ефір                | Ефір                | Ефір                | Ефір                | Ефір                | Ефір                | Ефір                | Ефір                | Ефір                | Ефір                 | Ефір                 | Ефір                  | Ефір                 |
| Учасники          | 1-й вип. (04 жовт.) | 2-й вип. (11 жовт.) | 3-й вип. (18 жовт.) | 4-й вип. (25 жовт.) | 5-й вип. (01 лист.) | 6-й вип. (08 лист.) | 7-й вип. (15 лист.) | 8-й вип. (22 лист.) | 9-й вип. (29 лист.) | 10-й вип. (06 груд.) | 11-й вип. (13 груд.) | 12-й вип. (20 груд.)  | 13-й вип. (27 груд.) |
| ----------------- | ------------------- | ------------------- | ------------------- | ------------------- | ------------------- | ------------------- | ------------------- | ------------------- | ------------------- | -------------------- | -------------------- | --------------------- | -------------------- |
| Яна Пасинкова     | Кастинг             |                     | найсил.             |                     |                     | найсил.             |                     |                     | найсил.             |                      |                      | Фінальні випробування | 1 місце              |
| Хелен Брайт       | Кастинг             | найсил.             |                     |                     |                     |                     | найсил.             |                     |                     | найсил.              | найсил.              | Фінальні випробування | 2 місце              |
| Світлана Мовчан   | Кастинг             |                     |                     | найсил.             |                     |                     |                     |                     |                     |                      |                      | Фінальні випробування | 3 місце              |
| Андрій Сатаненко  | Кастинг             |                     |                     |                     |                     |                     |                     |                     |                     |                      | найслаб.             | Вибув                 | Вибув                |
| Павліно Мартінез  | Кастинг             |                     | найсил.             |                     |                     |                     |                     |                     |                     | найслаб.             | Вибув                | Вибув                 | Вибув                |
| Єлизавета Сердюк  | Кастинг             |                     |                     |                     |                     |                     |                     |                     | найслаб.            | Вибула               | Вибула               | Вибула                | Вибула               |
| Себастьян Бальсон | Кастинг             |                     |                     |                     |                     |                     | найслаб.            | Вибув               | Вибув               | Вибув                | Вибув                | Вибув                 | Вибув                |
| Надія Воробей     | Кастинг             |                     |                     |                     |                     | найслаб.            | Вибула              | Вибула              | Вибула              | Вибула               | Вибула               | Вибула                | Вибула               |
| Ежи Копчинський   | Кастинг             |                     |                     |                     | найслаб.            | Вибув               | Вибув               | Вибув               | Вибув               | Вибув                | Вибув                | Вибув                 | Вибув                |
| Інна Довгань      | Кастинг             |                     |                     | найслаб.            | Вибула              | Вибула              | Вибула              | Вибула              | Вибула              | Вибула               | Вибула               | Вибула                | Вибула               |
| Владислав Грицай  | Кастинг             |                     | найслаб.            | Вибув               | Вибув               | Вибув               | Вибув               | Вибув               | Вибув               | Вибув                | Вибув                | Вибув                 | Вибув                |
| Юлія Кацман       | Кастинг             | найслаб.            | Вибула              | Вибула              | Вибула              | Вибула              | Вибула              | Вибула              | Вибула              | Вибула               | Вибула               | Вибула                | Вибула               |

## 16-й сезон (2016)
| Учасники                          | Ефір                | Ефір                | Ефір                | Ефір                | Ефір                | Ефір                | Ефір                | Ефір                | Ефір                | Ефір                 | Ефір                 | Ефір                  | Ефір                 |        |
| Учасники                          | 1-й вип. (02 жовт.) | 2-й вип. (09 жовт.) | 3-й вип. (16 жовт.) | 4-й вип. (23 жовт.) | 5-й вип. (30 жовт.) | 6-й вип. (06 лист.) | 7-й вип. (13 лист.) | 8-й вип. (20 лист.) | 9-й вип. (27 лист.) | 10-й вип. (04 груд.) | 11-й вип. (11 груд.) | 12-й вип. (18 груд.)  | 13-й вип. (25 груд.) |        |
| --------------------------------- | ------------------- | ------------------- | ------------------- | ------------------- | ------------------- | ------------------- | ------------------- | ------------------- | ------------------- | -------------------- | -------------------- | --------------------- | -------------------- | ------ |
| Сурен Джулакян                    | Кастинг             |                     |                     |                     |                     | найсил.             | найсил.             |                     |                     |                      |                      | Фінальні випробування | 1 місце              |        |
| Ольга Стогнушенко                 | Кастинг             |                     | найсил.             |                     |                     |                     |                     |                     |                     |                      | найсил.              | Фінальні випробування | 2 місце              |        |
| Теодора                           | Кастинг             | найсил.             |                     |                     |                     |                     |                     |                     |                     | найсил.              |                      | Фінальні випробування | 3 місце              |        |
| Ольга Волошина                    | Кастинг             |                     |                     |                     |                     |                     |                     | найсил.             |                     |                      |                      | Фінальні випробування | 4 місце              |        |
| Велена Кармизова                  | Кастинг             |                     |                     | найсил.             |                     |                     |                     |                     | найсил.             | найслаб.             | Вибула               | Вибула                | Вибула               | Вибула |
| Рафаїл Бражеєв                    | Кастинг             |                     |                     |                     |                     |                     |                     |                     | найслаб.            | Вибув                | Вибув                | Вибув                 | Вибув                | Вибув  |
| Олена Йоханессен                  | Кастинг             |                     |                     |                     | найсил.             |                     |                     | найслаб.            | Вибула              | Вибула               | Вибула               | Вибула                | Вибула               | Вибула |
| Ваня Станєва                      | Кастинг             |                     |                     |                     |                     |                     | найслаб.            | Вибула              | Вибула              | Вибула               | Вибула               | Вибула                | Вибула               | Вибула |
| Кінг Ква Зулу                     | Кастинг             |                     |                     |                     |                     | найслаб.            | Вибув               | Вибув               | Вибув               | Вибув                | Вибув                | Вибув                 | Вибув                | Вибув  |
| Аліса Шереметьєва                 | Кастинг             |                     |                     | найслаб.            | Вибула              | Вибула              | Вибула              | Вибула              | Вибула              | Вибула               | Вибула               | Вибула                | Вибула               | Вибула |
| Нгуен Чунг Дик                    | Кастинг             |                     | найслаб.            | Вибув               | Вибув               | Вибув               | Вибув               | Вибув               | Вибув               | Вибув                | Вибув                | Вибув                 | Вибув                | Вибув  |
| Дарина Купіна та Костянтин Сосюра | Кастинг             | найслаб.            | Вибули              | Вибули              | Вибули              | Вибули              | Вибули              | Вибули              | Вибули              | Вибули               | Вибули               | Вибули                | Вибули               | Вибули |

## 17-й сезон (2017)
| Учасники                       | Ефір                | Ефір                | Ефір                | Ефір                | Ефір                | Ефір                | Ефір                | Ефір                | Ефір                | Ефір                 | Ефір                 | Ефір                  | Ефір                 |        |
| Учасники                       | 1-й вип. (01 жовт.) | 2-й вип. (08 жовт.) | 3-й вип. (15 жовт.) | 4-й вип. (22 жовт.) | 5-й вип. (29 жовт.) | 6-й вип. (05 лист.) | 7-й вип. (12 лист.) | 8-й вип. (19 лист.) | 9-й вип. (26 лист.) | 10-й вип. (03 груд.) | 11-й вип. (10 груд.) | 12-й вип. (17 груд.)  | 13-й вип. (24 груд.) |        |
| ------------------------------ | ------------------- | ------------------- | ------------------- | ------------------- | ------------------- | ------------------- | ------------------- | ------------------- | ------------------- | -------------------- | -------------------- | --------------------- | -------------------- | ------ |
| Ольга Янковська                | Кастинг             |                     | найсил.             |                     |                     |                     | найсил.             |                     | найсил.             |                      | найсил.              | Фінальні випробування | 1 місце              |        |
| Антон Гречишников              | Кастинг             |                     |                     | найсил.             |                     |                     |                     |                     |                     |                      |                      | Фінальні випробування | 2 місце              |        |
| Анна Єфремова                  | Кастинг             | найсил.             |                     |                     |                     |                     |                     |                     |                     |                      | найсил.              | Фінальні випробування | 3 місце              |        |
| Хельдіс                        | Кастинг             |                     |                     |                     |                     |                     |                     |                     |                     | найсил.              |                      | Фінальні випробування | 4 місце              |        |
| Лілія Нор                      | Кастинг             |                     |                     |                     |                     |                     |                     | найсил.             |                     | найслаб.             | Вибула               | Вибула                | Вибула               | Вибула |
| Адінатх Джаядхар               | Кастинг             |                     |                     |                     | найсил.             |                     |                     |                     | найслаб.            | Вибув                | Вибув                | Вибув                 | Вибув                | Вибув  |
| Дарина Фрейн                   | Кастинг             |                     |                     |                     |                     |                     |                     | найслаб.            | Вибула              | Вибула               | Вибула               | Вибула                | Вибула               | Вибула |
| Діана Кречун та Іспанка Станку | Кастинг             |                     |                     |                     |                     |                     | найслаб.            | Вибули              | Вибули              | Вибули               | Вибули               | Вибули                | Вибули               | Вибули |
| Іван Кулеба                    | Кастинг             |                     |                     |                     | найслаб.            | Вибув               | Вибув               | Вибув               | Вибув               | Вибув                | Вибув                | Вибув                 | Вибув                | Вибув  |
| Діар Ашкеназі                  | Кастинг             |                     |                     | найслаб.            | Вибув               | Вибув               | Вибув               | Вибув               | Вибув               | Вибув                | Вибув                | Вибув                 | Вибув                | Вибув  |
| Леонід Орлан                   | Кастинг             |                     | найслаб.            | Вибув               | Вибув               | Вибув               | Вибув               | Вибув               | Вибув               | Вибув                | Вибув                | Вибув                 | Вибув                | Вибув  |
| Валерія Спрут                  | Кастинг             | найслаб.            | Вибула              | Вибула              | Вибула              | Вибула              | Вибула              | Вибула              | Вибула              | Вибула               | Вибула               | Вибула                | Вибула               | Вибула |

## 18-й сезон (2018)
| Учасники             | Ефір               | Ефір               | Ефір               | Ефір                | Ефір               | Ефір               | Ефір               | Ефір               | Ефір                | Ефір                 | Ефір                 | Ефір                  | Ефір                 |
| Учасники             | 1-й вип. (11 бер.) | 2-й вип. (18 бер.) | 3-й вип. (25 бер.) | 4-й вип. (01 квит.) | 5-й вип. (08 квіт) | 6-й вип. (15 квіт) | 7-й вип. (22 квіт) | 8-й вип. (29 квіт) | 9-й вип. (06 твав.) | 10-й вип. (13 трав.) | 11-й вип. (20 трав.) | 12-й вип. (27 трав.)  | 13-й вип. (03 черв.) |
| -------------------- | ------------------ | ------------------ | ------------------ | ------------------- | ------------------ | ------------------ | ------------------ | ------------------ | ------------------- | -------------------- | -------------------- | --------------------- | -------------------- |
| Каїн Крамер          | Кастинг            |                    | найсил.            |                     |                    | найсил.            |                    |                    |                     |                      | найсил.              | Фінальні випробування | 1 місце              |
| Євген Медовщиков     | Кастинг            |                    |                    |                     | найсил.            |                    |                    |                    | найсил.             |                      |                      | Фінальні випробування | 2 місце              |
| Фекла                | Кастинг            |                    |                    | найсил.             |                    |                    |                    |                    |                     | найсил.              |                      | Фінальні випробування | 3 місце              |
| Світлана Павлюк      | Кастинг            |                    |                    |                     |                    |                    |                    | найсил.            |                     |                      | найслаб.             | Вибула                | Вибула               |
| Сейраш               | Кастинг            |                    |                    |                     |                    | найсил.            |                    |                    |                     | найслаб.             | Вибула               | Вибула                | Вибула               |
| Анар                 | Кастинг            | найсил.            |                    |                     |                    |                    |                    |                    | найслаб.            | Вибула               | Вибула               | Вибула                | Вибула               |
| Катерина Ляхова      | Кастинг            |                    |                    |                     |                    |                    |                    | найслаб.           | Вибула              | Вибула               | Вибула               | Вибула                | Вибула               |
| Ілона Немет          | Кастинг            |                    |                    |                     |                    | найслаб.           | Вибула             | Вибула             | Вибула              | Вибула               | Вибула               | Вибула                | Вибула               |
| Аво                  | Кастинг            |                    |                    |                     | найслаб.           | Вибув              | Вибув              | Вибув              | Вибув               | Вибув                | Вибув                | Вибув                 | Вибув                |
| Алла Гринюк          | Кастинг            |                    |                    | найслаб.            | Вибула             | Вибула             | Вибула             | Вибула             | Вибула              | Вибула               | Вибула               | Вибула                | Вибула               |
| Белла                | Кастинг            |                    | найслаб.           | Вибула              | Вибула             | Вибула             | Вибула             | Вибула             | Вибула              | Вибула               | Вибула               | Вибула                | Вибула               |
| Велемудр та Велезара | Кастинг            | найслаб.           | Вибули             | Вибули              | Вибули             | Вибули             | Вибули             | Вибули             | Вибули              | Вибули               | Вибули               | Вибули                | Вибули               |

## 19-й сезон (2018)
| Учасники                      | Ефір                | Ефір                | Ефір                | Ефір                | Ефір                | Ефір                | Ефір                | Ефір                | Ефір                | Ефір                 | Ефір                 | Ефір                  | Ефір                 |        |
| Учасники                      | 1-й вип. (07 жовт.) | 2-й вип. (14 жовт.) | 3-й вип. (21 жовт.) | 4-й вип. (28 жовт.) | 5-й вип. (04 лист.) | 6-й вип. (11 лист.) | 7-й вип. (18 лист.) | 8-й вип. (25 лист.) | 9-й вип. (02 груд.) | 10-й вип. (09 груд.) | 11-й вип. (16 груд.) | 12-й вип. (23 груд.)  | 13-й вип. (30 груд.) |        |
| ----------------------------- | ------------------- | ------------------- | ------------------- | ------------------- | ------------------- | ------------------- | ------------------- | ------------------- | ------------------- | -------------------- | -------------------- | --------------------- | -------------------- | ------ |
| Ніколас Петросян              | Кастинг             |                     |                     |                     |                     | найсил.             |                     |                     | найсил.             |                      |                      | Фінальні випробування | 1 місце              |        |
| Анна Арджеванідзе             | Кастинг             |                     |                     | найсил.             |                     |                     |                     | найсил.             |                     |                      |                      | Фінальні випробування | 2 місце              |        |
| Сага Бйорн (Олена Йоханессен) | Кастинг             | найсил.             |                     |                     |                     |                     | найсил.             |                     |                     |                      |                      | Фінальні випробування | 3 місце              |        |
| Олександра Чорноморська       | Кастинг             |                     | найсил.             |                     | найсил.             |                     |                     |                     |                     |                      |                      | Фінальні випробування | 4 місце              |        |
| Твіггі                        | Кастинг             |                     |                     |                     |                     |                     |                     |                     |                     |                      | найслаб.             | Вибула                | Вибула               |        |
| Олександр Соляник             | Кастинг             |                     |                     |                     |                     |                     |                     |                     | найслаб.            | Вибув                | Вибув                | Вибув                 | Вибув                | Вибув  |
| Наргіз Ханум                  | Кастинг             |                     |                     |                     |                     |                     | найслаб.            | Вибула              | Вибула              | Вибула               | Вибула               | Вибула                | Вибула               | Вибула |
| Олеся Січкар                  | Кастинг             |                     |                     |                     |                     | найслаб.            | Вибула              | Вибула              | Вибула              | Вибула               | Вибула               | Вибула                | Вибула               |        |
| Рома і Леся                   | Кастинг             |                     |                     |                     |                     | найслаб.            | Вибули              | Вибули              | Вибули              | Вибули               | Вибули               | Вибули                | Вибули               |        |
| Ксана                         | Кастинг             |                     |                     | найслаб.            | Вибула              | Вибула              | Вибула              | Вибула              | Вибула              | Вибула               | Вибула               | Вибула                | Вибула               |        |
| Ярослав Андерсен              | Кастинг             |                     | найслаб.            | Вибув               | Вибув               | Вибув               | Вибув               | Вибув               | Вибув               | Вибув                | Вибув                | Вибув                 | Вибув                |        |
| Майріс                        | Кастинг             | найслаб.            | Вибув               | Вибув               | Вибув               | Вибув               | Вибув               | Вибув               | Вибув               | Вибув                | Вибув                | Вибув                 | Вибув                |        |

## 20-й сезон (2019)
| Учасники                       | Ефір                | Ефір                | Ефір                | Ефір                | Ефір                | Ефір                | Ефір                | Ефір                | Ефір                | Ефір                 | Ефір                 | Ефір                  | Ефір                 |       |
| Учасники                       | 1-й вип. (02 жовт.) | 2-й вип. (09 жовт.) | 3-й вип. (16 жовт.) | 4-й вип. (23 жовт.) | 5-й вип. (30 жовт.) | 6-й вип. (06 лист.) | 7-й вип. (13 лист.) | 8-й вип. (20 лист.) | 9-й вип. (27 лист.) | 10-й вип. (04 груд.) | 11-й вип. (11 груд.) | 12-й вип. (18 груд.)  | 13-й вип. (25 груд.) |       |
| ------------------------------ | ------------------- | ------------------- | ------------------- | ------------------- | ------------------- | ------------------- | ------------------- | ------------------- | ------------------- | -------------------- | -------------------- | --------------------- | -------------------- | ----- |
| Арман Цибульський              | Кастинг             | найсил.             |                     |                     |                     |                     |                     |                     | найсил.             | найсил.              |                      | Фінальні випробування | 1 місце              |       |
| Соломон                        | Кастинг             |                     |                     | найсил.             | найсил.             |                     |                     |                     |                     |                      |                      | Фінальні випробування | 2 місце              |       |
| Ліана Мовсесян                 | Кастинг             |                     |                     |                     |                     | найсил.             |                     | найсил.             |                     |                      |                      | Фінальні випробування | 3 місце              |       |
| Дмитро Раю та Белла Салаватова | Кастинг             |                     | найсил.             |                     |                     |                     | найсил.             |                     |                     |                      |                      | Фінальні випробування | 4 місце              |       |
| Роман Шептицький               | Кастинг             |                     |                     |                     |                     |                     |                     |                     |                     | найслаб.             | Вибув                | Вибув                 | Вибув                | Вибув |
| Євген Ганжул                   | Кастинг             |                     |                     |                     |                     |                     |                     |                     | найслаб.            | Вибув                | Вибув                | Вибув                 | Вибув                |       |
| Калі Шива (Ірина Ремез)        | Кастинг             |                     |                     |                     |                     |                     | найслаб.            | Вибула              | Вибула              | Вибула               | Вибула               | Вибула                | Вибула               |       |
| Марина Зінов’єва               | Кастинг             |                     |                     |                     |                     |                     | найслаб.            | Вибула              | Вибула              | Вибула               | Вибула               | Вибула                | Вибула               |       |
| Лідія Андреєва                 | Кастинг             |                     |                     |                     | найслаб.            | Вибула              | Вибула              | Вибула              | Вибула              | Вибула               | Вибула               | Вибула                | Вибула               |       |
| Ігор Ігнатов                   | Кастинг             |                     |                     | найслаб.            | Вибув               | Вибув               | Вибув               | Вибув               | Вибув               | Вибув                | Вибув                | Вибув                 | Вибув                |       |
| Вікторія Віадук                | Кастинг             |                     | найслаб.            | Вибула              | Вибула              | Вибула              | Вибула              | Вибула              | Вибула              | Вибула               | Вибула               | Вибула                | Вибула               |       |
| Наталя Бур`янська              | Кастинг             | найслаб.            | Вибула              | Вибула              | Вибула              | Вибула              | Вибула              | Вибула              | Вибула              | Вибула               | Вибула               | Вибула                | Вибула               |       |

## Зірки, які взяли участь у «Битві екстрасенсів» (Україна)
1-й сезон
Олег Скрипка
Альона Вінницька
2-й сезон
Нестор Шуфрич
Надія Мейхер
Олександр Пономарьов
Гарік Кричевський
Олексій Залевський
Катерина Серебрянська
Світлана Лобода
Віталій Козловський
Павло Зібров
3-й сезон
Надія Бабкіна
Лілія Ребрик
Арина Домскі
Олексій Дівєєв-Церковний
Павло Зібров
Олексій Литвинов
Валерій Сараула
Олесь Бузина
Катерина Серебрянська
Фагот
Лайма Вайкуле
Дмитро Лалєнков
Влад Яма
4-й сезон
Наталія Могилевська
Віталій Козловський
Світлана Лобода
Анастасія Заворотнюк
Сестри Завальські
Віра Брежнєва
5-й сезон
Дмитро Нагієв
Лама
Слава Фролова
Потап
Міка Ньютон
Тіна Канделакі
Маша Малиновська
6-й сезон
Микита Джигурда
Олександр Пєсков
Анфіса Чехова
Борис Барський
Евеліна Бльоданс
Дмитро Танкович
Тимур Родрігес
Брати Сафронови
7-й сезон
Урі Геллер
Дана Борисова
Олександр Рибак
Сергій Сосєдов
Павло Табаков
Сергій Звєрєв
Олена Перова
Серьога
8-й сезон
Томас Андерс
Влад Яма
Віталій Козловський
Павло Кашин
Ольга Горбачова
Отар Кушинашвілі
9-й сезон
Дана Інтернешнл
Олександр Кривошапко
Тетяна Денисова
Олена Воробей
Михайло Єфремов
Лариса Гузєєва
Олена Яковлєва
10-й сезон
Орнелла Муті
Аліка Смєхова
Антон Лірник
Марина Могилевська
Анастасія Заворотнюк
11-й сезон
Мішель Мерсьє
Марія Берсенєва
Анастасія Волочкова
Надія Мейхер
Тетяна Лютаєва
Анастасія Стоцька
Світлана Пермякова
12-й сезон
Жюльєт Бінош
Ектор Хіменес-Браво
Станіслав Садальський
Олена Проклова
Тетяна Васильєва
Алла Попова
Ольга Сумська
13-й сезон
Катрін Деньов
Сніжана Єгорова
Аніта Луценко
Ольга Сумська
14-й сезон
Римма Зюбіна
Ольга Сумська
Дар'я Трегубова
Наталія Андрєйченко
15-й сезон
Діма Коляденко
Ольга Сумська
Марина Узелкова
16-й сезон

Ірина Білик
Марина Узелкова
17-й сезон

Олег Винник
18-й сезон

Ольга Фреймут
19-й сезон

Оля Полякова
20-й сезон

Наталія Могилевська

## Журі проєкту
- Павло Костіцин
- Олена Курилова
- Сурен Джулакян
- Хаял Алекперов
- Урі Геллер
- Франциско Гомес

## Цікаві факти
- Експертом телешоу «Битва екстрасенсів» в Російській Федерації з моменту його створення став психіатр-криміналіст Виноградов Михайло Вікторович. В Україні експертом "Битви екстрасенсів" з питань криміналістики та юридичної психології у 2-му сезоні був кримінальний психолог, судовий експерт Ірхін Юрій Борисович.
- Представник школи слов'янського чорнокнижжя із Санкт-Петербурга Денис Холодницький був учасником 5 сезону «Битви» в Росії та учасником 5 і 10 сезону в Україні.[4] [13]
- Багато учасників також брали участь у російській версії «Битви екстрасенсів». Серед них — Ганна Белая, Ільміра Дербенцева, Діларам Сапарова, Мая Дзідзішвілі, Гала Поліщук, Яків Шнеєрсон, Кямран Самедов (кастинг).
- Хаял Алекперов, Сурен Джулакян, Каїн Крамер та Ніколас Петрусян  — єдині чоловіки, які здобули перемогу в міжнародних сезонах
- У 5 сезоні в журі був переможець 3 сезону російської битви екстрасенсів — Мехді Ебрагімі-Вафа
- У 2 сезоні майбутній переможець Єгор сказав, що якщо він пройде випробування, то Євро-2012 пройде в Україні. Екстрасенс впорався з випробуванням і чемпіонат насправді відбувся.
- Хаял Алекперов та Олена Курилова — єдині учасники які двічі перемогли в міжнародних сезонах. (Хаял 7 і 10 сезон) (Олена 6 і 8 сезон).

### Неправдива інформація
Деякі учасники проєкту подають про себе неправдиву інформацію.
Зокрема, екстрасенс Морозова-Йоханнессен Олена Володимирівна, котра позиціонувала себе у якості "скандинавського шамана", як виявилося, насправді — громадянка України, а не Норвегії. В 2017-2022 роках була студенткою Південноукраїнського університету імені Ушинського за спеціальністю "Психологія".
Раніше була відома, як танцюристка, а також тренерка існуючої з 2000 року школи еротичного танцю "Флеш" у місті Одеса, також у 2003-2013 роках була індивідуальним підприємцем, з місцем реєстрації в Одесі (дата взяття на облік: 05.12.2003; номер взяття на облік: 3773-С; дата зняття з обліку: 09.04.2013 - за даними офіційного державного сайту ЄДРПОУ, та інших дотичних ресурсів). 
Також Брижак Марта Русланівна (1996 року народження, жителька Львова) - експерт "Битви", учасниця 13-го сезону,  що позиціювала себе як таргетолога та екстрасенса виявилася звичайною журналісткою та поетесою, яка лише проводила журналістський експеримент. 
З українською програмою була повязана у якості експерта Ванг Джулія Володимирівна (1978 року народження), яка також подавала про себе неправдиву інформацію.

### Попередження
На початку кожного випуску з'являються попередження:
Передача містить теми про паранормальні явища, наявність яких офіційна наука може не розділяти. Деякі сцени можуть розтривожити особливо чутливого глядача
Телепрограма містить сцени, які можуть розтривожити особливо чутливого глядача